# Clearview (Washington)
Clearview es un área no incorporada ubicada en el condado de Snohomish en el estado estadounidense de Washington.

## Geografía
Clearview se encuentra ubicado en las coordenadas 47°50′2″N 122°7′28″O / 47.83389, -122.12444.